# 郑氏狭摇蚊
郑氏狭摇蚊（学名：Stenochironomus zhengi），一种于中国云南省屏边苗族自治县大围山的双翅目昆虫，隶属于摇蚊科狭摇蚊属。以种小名源自中国昆虫学家郑乐怡的姓氏，以感谢其对中国昆虫分类研究的贡献。